# Palisse
Palisse är en kommun i departementet Corrèze i regionen Nouvelle-Aquitaine i de centrala delarna av Frankrike. Kommunen ligger  i kantonen Neuvic som tillhör arrondissementet Ussel. År 2022 hade Palisse 220 invånare.

## Befolkningsutveckling
Antalet invånare i kommunen Palisse
Referens:INSEE